# Плюс один (Секретные материалы)
«Плюс один» (англ. Plus One) — третий эпизод одиннадцатого сезона американского научно-фантастического телесериала «Секретные материалы». Премьера состоялась 17 января 2018 года. Режиссёром серии выступил Кевин Хукс, а сценарий написал Крис Картер.

## Сюжет
На рок-концерте 20-летний Арки Сиверс видит в толпе зрителей своего двойника, после чего покидает мероприятие. Внезапно в его машине оказывается доппельгангер, который перехватывает руль и направляет автомобиль в дерево.
Фокс Малдер  расследует дело Сиверса и изучает ряд аналогичных случаев в этом же округе Энрико, штат Виргиния, когда люди совершали самоубийство после того, как встречали своих двойников. Дана Скалли думает, что Арки лжет, но Малдер склонен верить юноше.
Агенты встречаются с чудом уцелевшим Сиверсом и обсуждают события прошлой ночи. Малдер и Скалли знакомятся с пациенткой психиатрической больницы по имени Джуди Паундстоун, страдающей раздвоением личности. Стены её палаты увешаны рисунками с игрой в виселицу: она утверждает, что при помощи телепатии играет в неё со своим братом Чаки. Внимание Малдера привлекает рисунок с именем Арки.
В камере, куда после лечения сажают Арки, появляется его двойник, который, вероятно, убивает его. Малдер и Скалли останавливаются на ночь в мотеле St. Rachel. Они узнают о том, Арки найден мёртвым. Скалли утверждает, что это самоубийство, в то время как Малдер и адвокат Дин Кавальер не верят в такую версию.
Малдер навещает Чаки, стены дома которого, как и у Джуди, украшены рисунками с виселицами. Тем временем Скалли встречается с «Демоном Джуди», злым альтер эго Джуди, которая швыряется шоколадным пудингом «Dookie!». Одна из медсестер говорит Скалли, что родители Джуди и Чаки Паундстоунов повесились. Скалли пытается получить больше информации от Джуди, но та ничего не собирается рассказывать.
Чаки и Джуди снова начинают играть в виселицу, на этот раз избрав в качестве жертвы Дина Кавальера. Дин видит за окном кафе своего двойника и сообщает об этом Скалли и Малдеру. Агенты говорят ему ехать домой и сохранять спокойствие. Дома Дин начинает снимать со стен свою коллекцию мечей и случайно наносит себе порез. Он снова видит своего двойника, держащего в руках меч. Агенты находят Кавальера с отрубленной головой.
Вернувшись в мотель, Малдер видит в ванной своего двойника. Он отправляется к Чаки, а Скалли собирается остановить Джуди. По пути в больницу Скалли видит двойника на заднем сиденье машины, но остается спокойной, называя его «плодом своего воображения». Близнецы не могут договориться друг с другом о том, какого агента надо убить. Прежде, чем агенты могут прервать их игру, брат и сестра уничтожают друг друга. На стене Чаки Малдер находит две игры в виселицу для «Мамы» и «Папы».